# 奥さま!11時です
『奥さま!11時です』（おくさま じゅういちじです）は、1971年4月5日から1976年3月まで福島中央テレビ (FCT) で放送された生活情報番組。正式タイトルは『FCTホームチャンネル 奥さま!11時です』。放送時間は毎週月曜 - 金曜 11:00 - 11:45 (JST) 。

## 概要
1970年春の開局から1年を迎えたFCTが、当時不毛の時間帯であった午前11時台の開拓を目的に始めた主婦向けの生活情報番組である。番組テーマ曲は、湯浅譲二の作曲によるものである。
番組は福島市・郡山市・いわき市内各地にあるデパートと電話を繋いで商品情報を提供してもらったり、「光やん」こと佐藤光照（後に『ゴジてれシャトル』と『ゴジてれ Chu !』で料理コーナーを担当する佐藤文男の実父）担当の料理コーナーを実施したりしていた。番組開始当初は、応募者の中から選ばれた視聴者代表とFCTのアナウンサーが日替わりで司会を務める方式で、スタッフも他業務との兼務でディレクターを務めていた。セットも簡素なものにするなど、番組はコストを抑えて進められていた。
2年目からは司会者は固定制になり、番組制作も専任スタッフによるものとなった。この時期の視聴率は、週平均5%であったという。
番組は1976年3月をもって同タイトルでの放送を終了し、『ふくしま11時』へとリニューアルした。

## 出演者

### 司会者
- 番組開始 - 1972年3月
  - 増子慶子（当時FCTアナウンサー）
  - 中山寧（当時FCTアナウンサー）
  - 中川公子（当時FCTアナウンサー）
  - 坂本弘（当時FCTアナウンサー）
  - 添田恵子（当時FCTアナウンサー）
  - 福田英夫（当時FCTアナウンサー）
  - 小林忠道（視聴者代表）
  - 斎藤由起子（視聴者代表）
  - 中里トキ子（視聴者代表）
  - 中沢剛（視聴者代表）
- 1972年4月3日 - 1973年7月
  - 吉田三玲（押坂プロ所属のフリーキャスター）
  - 増子慶子（当時FCTアナウンサー）
- 1973年8月1日 - 1975年3月
  - 高峰和才・洋才（リーガル天才・秀才の弟子の漫才コンビ）
  - 増子慶子（当時FCTアナウンサー、1974年3月まで）
  - 飯村ひろみ (1974年11月まで)
  - 渡辺美知子 (1974年11月から)

東京都出身。立川女子高等学校卒業後に東京アナウンス学院タレント研究科に進学し、1972年に卒業。卒業後はテレビドラマ『プレイガール』『仮面ライダー』などに出演する。1974年10月18日の放送で行われた選考会で司会者に選ばれた。
- 1975年3月31日 - 番組終了
  - 坂本弘（当時FCTアナウンサー）[3][4]
  - 山口悌右（アシスタント）[5][3][4]
  - 渡辺美知子 (1975年7月まで)[3]
  - 秋元美和子 (1975年8月4日 - 1976年3月) [4]

1953年3月生まれ。東京都出身。実践女子短期大学卒業。

### 料理コーナー担当
- 佐藤光照

## 番組コーナー
- テレフォン買物情報（番組開始 - ）
- こんにちは赤ちゃん（1972年4月 - ）
- 奥様ボーリング（1972年4月 - ）
- プライスクイズ（1972年4月 - ）
- 料理コーナー